# Фермер Джайлс из Хэма
Фе́рмер Джайлс из Хэ́ма (англ. Farmer Giles of Ham) — юмористическая сказка Дж. Р. Р. Толкина, опубликованная в 1949 году. Сюжет повествует о подвигах главного героя — мирного фермера, который последовательно побеждает глупого великана и хитрого дракона, становясь после этого королём. Действие происходит в Среднем Королевстве, расположенном на территории средневековой Англии.
Первоначально сочинённая Толкином для своих детей, в опубликованном варианте сказка вряд ли предназначена для детской аудитории: автор отказался от характерного для детских сказок тона, добавив множество исторических и филологических шуток. Исследователи творчества Толкина предполагают, что на «Фермер Джайлс из Хэма» оказали влияние такие произведения, как «Сэр Гавейн и Зелёный Рыцарь», «Беовульф» и «Кентерберийские рассказы» Джефри Чосера. По мнению профессора-филолога Томаса Шиппи, в произведении показана не зависящая от политики текущего момента идеализированная и вневременная Англия.

## Сюжет
События происходят в Среднем Королевстве в неопределённую эпоху, «вероятно, после царствования короля Коля, но до короля Артура и Семи английских королевств». Эгидиус Агенобарбус Юлиус Агрикола де Хэммо, или «фермер Джайлс» на простонародном языке, мирно живёт в деревне Хэм. Однажды на поля фермера забрёл глупый великан. Джайлс выстрелил в него из мушкетона, великан решил, что его кусают огромные слепни, и пошёл домой. Видевшие это жители Хэма объявили Джайлса своим героем, а король, узнав об этом, отправил ему грамоту и подарил древний меч.
Тем временем, прослышав от великана о тучных полях Среднего Королевства, туда отправляется дракон Хризофилакс Дайвз. Королевские рыцари используют различные отговорки, чтобы не сражаться с ним, а дракон в это время приближается к Хэму, сжигая по пути деревни. Жители Хэма обращаются за помощью к своему новому герою, но тот постоянно откладывает встречу с драконом. Тем не менее, местный священник обнаружил, что меч Джайлса носит имя Кодимордакс, или Хвостосек — древний меч для борьбы с драконами, и фермер в конце концов соглашается встретить врага. К счастью для него, Хризофилакс оказался не очень смелым — его испугал один вид Хвостосека, а удара мечом было достаточно, чтобы обратить его в бегство. Возле церкви Джайлс догнал Хризофилакса, и местные жители окружили его. Крестьяне согласились отпустить побеждённого дракона с условием, что он вернётся через восемь дней со всеми своими сокровищами.
Прослышав о выкупе, король решил заполучить сокровища и прибыл со своими рыцарями в Хэм ждать возвращения дракона. Но Хризофилакс, разумеется, обманул глупых людей и не стал возвращаться. Король отправил рыцарей разыскать дракона и потребовал, чтобы Джайлс присоединился к ним. На седьмой день пути на отряд напал дракон и разогнал рыцарей, но опять ничего не смог поделать с Джайлсом. Тогда он предложил фермеру сделку: если тот не лишит его всех сокровищ, Хризофилакс будет служить Джайлсу и поможет защитить добычу. Джайлс согласился, и когда вернулся в Хэм, король попытался заявить права на сокровища дракона, но Хризофилакс обратил его рыцарей в бегство. Крестьяне встретили Джайлса как героя и своего вождя. В последующие годы он становился господином, графом, принцем и, наконец, королём Малого Королевства.

## История создания

### Написание
По словам Джона, старшего сына Дж. Р. Р. Толкина, историю фермера Джайлса его отец сочинил во время пикника, когда семья, застигнутая ливнем, укрылась под мостом. Дата события неизвестна, но оно, вероятно, произошло во второй половине 1920-х годов, после избрания Толкина профессором англосаксонского языка в Оксфордском университете. «Фермер Джайлс из Хэма» написан в трёх вариантах. Первый представляет собой очень простую волшебную сказку (рассказанную отцом ребёнку), лишённую большей части филологических, географических и исторических подробностей окончательной версии. Второй вариант мало отличается от первого, но имеет более реалистичный и менее преувеличенный характер. В 1930-х годах этот вариант был переведён на французский язык бельгийским филологом Симонной д'Арденн. 
В 1937 году лондонское издательство Allen & Unwin опубликовало повесть Толкина «Хоббит, или Туда и обратно». Книга имела большой успех, и Толкин отправил издателю другие свои тексты, в том числе «Фермер Джайлс из Хэма». Несмотря на положительную оценку его сына Рейнера, Стэнли Анвин воспринял сказку как слишком короткую для отдельной публикации. В январе следующего года, во время перерыва в написании продолжения «Хоббита», Толкин возобновил работу над произведением и значительно развил его. 14 февраля 1938 года он прочитал третий вариант сказки обществу Лавлейса (литературный клуб в Вустер-Колледже Оксфордского университета), где она была воспринята положительно. В конце августа 1938 года Толкин прислал рукопись этой версии Allen & Unwin и в феврале 1939 года спрашивал о возможности её публикации, но издатель был больше заинтересован в продвижении работы над продолжением «Хоббита», а издание сказки, полностью не предназначенной ни для детей, ни для взрослых, он обозначил как «сложную коммерческую проблему».
Allen & Unwin полностью не отклонило «Фермера Джайлса из Хэма», но прежде всего желало опубликовать «Властелин Колец» — продолжение «Хоббита», на написание которого Толкин в итоге потратил около пятнадцати лет. Автор неоднократно предлагал издать «Фермера Джайлса», но этому препятствовали обстоятельства военного времени, кроме того, Стэнли Анвин считал необходимым опубликовать его вместе с другими короткими произведениями. Толкин намечал продолжение сказки, где главным героем должен был стать сын Джайлса принц Джордж, но так и не завершил его, опечаленный влиянием войны на пейзажи, вдохновившие его на написание «Фермера Джайлса из Хэма». В 1945 году он написал Анвину: «„Малое Королевство“ утратило душу, а леса его и равнины превратились в аэродромы и мишени для практического бомбометания».

### Публикация
В 1947 году издательство Allen & Unwin решило опубликовать «Фермера Джайлса из Хэма» отдельно в иллюстрированном издании. Присцилла, дочь Толкина, предложила использовать иллюстрации художницы Милен Косман, но изображения, которые она предоставила после долгой задержки, не понравились Толкину и издателю, и сказка вышла с иллюстрациями Паулины Бейнс. Толкин особенно ценил работу Бейнс, «совершенную копию текста (даже улучшение его)», и она создала иллюстрации к вышедшим позже «Приключениям Тома Бомбадила» (1962) и «Кузнецу из Большого Вуттона» (1967).
«Фермер Джайлс из Хэма» издан 20 октября 1949 года в Великобритании Allen & Unwin и 2 октября 1950 года в США издательством Houghton Mifflin. Книга посвящена С. X. Уилкинсону, преподавателю Оксфордского университета, который присутствовал на чтении сказки в 1938 году и неоднократно предлагал Толкину опубликовать её. Первоначально продажи были неудовлетворительными: из 5000 экземпляров первого тиража к марту 1950 года продано только 2000, что, по мнению Толкина, было вызвано слабой рекламой книги. Впоследствии популярность произведения возросла благодаря успеху «Властелина Колец».

### Переиздания и переводы
«Фермер Джайлс из Хэма» был несколько раз переиздан в сборниках текстов Толкина, в том числе в «The Tolkien Reader» (1966), «Poems and Stories» (1980) и «Сказках Волшебной страны» (1997, в 2008 году переизданы с иллюстрациями Алана Ли). Отдельное переиздание сказки вышло в 1990 году с иллюстрациями Роджера Гарленда. По случаю 50-летия публикации сказки в 1999 году было выпущено юбилейное издание под редакцией Уэйна Хаммонда и Кристины Скалл. В него включили копию текста первого издания с иллюстрациями Паулины Бейнс, предисловие редакторов, и два ранее неопубликованных текста Толкина: первый вариант сказки и незавершенное продолжение. Для этого издания Паулина Бейнс нарисовала карту Малого Королевства. В связи с шестидесятой годовщиной «Фермера Джайлса из Хэма» в 2008 году было опубликовано переиздание этого тома в количестве 500 экземпляров. Незавершенное продолжение "Фермера Джайлса" было переведено на русский язык М.Б. Кизиловым . 
В СССР «Фермер Джайлс из Хэма» впервые был опубликован в 1986 году в сборнике «Сказки английских писателей», в переводе Галины Усовой. Впоследствии сказка издавалась в переводах Юрия Нагибина, Ильи Кормильцева, А. Ставиской, М. Тюнькиной и О. Степашкиной. Среди иллюстраторов — Александр Коротич.

## Восприятие
«Фермер Джайлс из Хэма» не пользовался такой же известностью у критиков, как «Хоббит», что объясняется относительно небольшим объёмом книги. Авторы первых рецензий обратили внимание, что книга не была явным образом написана для детей. Гвендолен Фримен, в частности, предположила, что «Фермер Джайлс» «заинтересует подростков, которые прочитали что-то из рыцарских романов». По мнению Маркуса Крауча из Junior Bookshelf, книга должна была понравиться детям, однако «узнаваемые аллюзии, а также стилизованное художественное оформление мисс Бейнс предназначены только для взрослых». При этом, Крауч охарактеризовал сказку как «восхитительную книгу, изящно написанную и полную очаровательных черт юмора», которая «определённо должна являться частью любой детской библиотеки». Большинство рецензентов также сочли хорошо подходящими к тексту иллюстрации Паулины Бейнс.
Более поздние мнения критиков о «Фермере Джайлсе», так же, как и о других коротких историях Толкина, встречаются редко по причине их меньшей известности по сравнению с произведениями легендариума. В предисловии к юбилейному изданию «Фермера Джайлса из Хэма» (1999) редакторы Уэйн Хаммонд и Кристина Скалл высказали мнение, что хотя эта работа, в отличие от «Хоббита», не стала классикой детской литературы, «она обращалась к читателям всех возрастов в течение половины века. Это — живая история, рассказанная с сообразительностью и остроумием». Также сказка представляет интерес в качестве одного из немногих художественных произведений Толкина, не связанных со Средиземьем.

## Анализ произведения
На протяжении всего произведения Толкин использует филологический юмор. К примеру, когда фермер Джайлс берёт мушкетон, автор говорит:

Вы, может, спросите, что это такое. Говорят, именно такой вопрос однажды задали четверым учёным клеркам из Оксенфорда, и они, немного подумав, ответили: «мушкетон — это короткоствольное ружье с широким раструбом, стреляет на небольшое расстояние сразу несколькими пулями; из такого ружья можно попасть, не особенно тщательно прицеливаясь. Ныне в цивилизованных странах вытеснен другими видами огнестрельного оружия».— Толкин Дж. Р. Р. Фермер Джайлс из Хэма // Хоббит, или Туда и обратно / Пер. с англ. Ю. Нагибина — С. 272
На самом деле речь идёт об определении термина (blunderbuss на английском языке), которое даёт Оксфордский словарь английского языка. «Четыре учёных клерка из Оксенфорда» означают четырёх редакторов словаря: Джеймса Марри, Генри Брэдли, Уильяма Крэйги и Чарльза Онионса.
В предисловии к сказке, где рассказ ведёт анонимный редактор, выполнивший перевод с латинского оригинала, Толкин сатирически представляет критиков, которые в древних легендах интересуются историческими знаниями, а не самими легендами как произведениями искусства. Это присоединяется к главному аргументу его лекции 1936 года «„Беовульф“: чудовища и критики», в которой Толкин защищал литературные достоинства англосаксонской поэмы «Беовульф».
Если историческая основа сказки составлена произвольно (в предисловии упоминается псевдоисторическая легенда о Бруте Троянском и разделе Британии между Локрином, Камбром и Альбанаком, созданная в XII веке Гальфридом Монмутским), то география точно соответствует графствам Оксфордшир и Бакингемшир, которые Толкин хорошо знал: Хэм соответствует городу Тэм в Бакингемшире, упомянуты также Оукли (Quercetum) и Уормингхолл (Aula Draconaria), расположенные в том же графстве. Столица Среднего Королевства не названа, но Томас Шиппи предлагает идентифицировать её с Тэмуортом — столицей англосаксонского королевства Мерсия. Драконьи горы он соотносит с Пеннинскими горами, а край великанов — с Уэльсом.
Толкин предлагает вымышленную этимологию для некоторых из этих имён: деревня Хэм (англ. Ham) переименована в Тэм (англ. Tame) после подчинения Джайлсом дракона (tame означает «приручать» на английском языке), а позже — в Thame, хотя «писать название Thame с h после Т — глупость совершенно неизвинительная». Здесь Толкин высказывает филологическую точку зрения: название деревни произносится как /teɪm/ и изначальным написанием было Tame, а h была добавлена впоследствии под влиянием французского языка. В том месте, где Джайлс впервые встретил Хризофилакса, был построен дом под названием Уормингхолл (англ. Worminghall) — игра слов с термином worm (англ. «червь», но может также означать «дракон»).
Подобная игра слов также встречается в именах персонажей. Имя Гарма, собаки Джайлса, напоминает пса Гарма (др.-сканд. Garmr) из скандинавской мифологии, но слово garm также означает «крик, вой» на валлийском языке — подходящее имя для болтливого животного. Несколько персонажей также носят латинские имена, включающие ссылки на исторических личностей: фермера зовут Эгидиус Агенобарбус Юлиус Агрикола де Хэммо (Агенобарб — конгномен римского рода Домициев, к которому принадлежал император Нерон, Юлий Агрикола — римский полководец, завершивший завоевание  Британии в I веке), короля Среднего Королевства — Август Бонифаций Амброзий Аурелиан Антонин (Амброзий Аврелиан — противник саксов в V веке), кузнеца — Фабрициус Кунктатор (Фабий Кунктатор — римский полководец, воевавший против Ганнибала с применением тактики маневрирования и избегания битв, что проявилось в характере персонажа, который неохотно берётся за работу и медленно её делает). Хризофилакс Дайвз, имя дракона, представляет собой смесь греческого и латинского языков, и означает «богатый золотой страж». Имя коровы фермера, Галатея, с греческого можно перевести как «богиня молока».
По мнению Джона Рейтлиффа, «Фермер Джайлс из Хэма» в некоторой степени является «дружеской пародией» на средневековую поэму «Сэр Гавейн и Зелёный Рыцарь». Рейтлифф указывает на схожесть предисловия к сказке с началом поэмы, а также на параллели между путешествиями главных героев: оба персонажа отправляются в длительный и опасный путь, целью которого является выполнение договора. Некоторые детали сюжета произведения напоминают «Беовульф» — в древнеанглийской поэме главный герой поочерёдно противостоит Гренделю и дракону, а фермер Джайлс в сказке Толкина — великану и дракону Хризофилаксу. Эти особенности связывают «Фермер Джайлс из Хэма» с повестью Толкина «Хоббит, или Туда и обратно», в которой также присутствуют персонажи, на чей образ оказали влияние Грендель и дракон из «Беовульфа» —  Голлум и Смог.
В сказке также есть отсылки к «Кентерберийским рассказам» Джефри Чосера. Главное сходство проявляется в наличии противопоставления благородной речи аристократов и грубого стиля сельских жителей, «аристократического идеализма» с «буржуазным реализмом». Фермер во время разгона королевских рыцарей напоминает чосеровского мельника, когда тот отвечает рыцарю, рассказавшему историю в стиле рыцарского романа. Кроме того, в обоих произведениях имеется сходство и других персонажей — хэмский священник походит на священника и студента из «Кентерберийских рассказов», кузнец Фабрициус — на кузнеца из «Рассказа Мельника».
Томас Шиппи также предлагает аллегорическое прочтение сказки, отмечая при этом, что «ничем, кроме шутки, такая аллегория считаться не может». Священник в таком случае является филологом, король — критикой, фермер Джайлс — творческой интуицией, меч Хвостосек и верёвка, которой фермер связал крылья дракону — филологией, а дракон представляет собой «аллегорию Древнего мира, созданного воображением Севера и зорко охраняющего сокровище утраченных песен».
Шиппи так характеризует цель написания сказки:

Очевидно, Толкин хотел воссоздать вневременную, идеализированную Англию (или, лучше сказать, Британию), в которой места и люди оставались бы неизменными и не зависели от политики текущего момента. История «Фермера Джайлса из Хэма» представляет собой поэтому триумф национального над заграничным (поскольку при дворе Джайлса «в моду вошёл простонародный язык, и больше не нужно было произносить речи на книжной латыни»), но одновременно и победу истинных ценностей над преходящими поветриями, а также торжество героических поэм и народных песен над помпезной и суетливой рационалистической учёностью.— Шиппи, Т. Карты и названия // Дорога в Средьземелье / Пер. с англ. М. Каменкович

## Адаптации
В 1992 году Брайан Сибли адаптировал «Фермер Джайлс из Хэма» для BBC Radio 4 в рамках серии радиопостановок коротких текстов Толкина из сборника «Сказки Волшебной страны». Кроме «Фермера Джайлса» эта серия включает в себя «Кузнец из Большого Вуттона», «Лист кисти Ниггля», а также главы «Властелина Колец» с участием Тома Бомбадила, которые Сибли не включил в постановку романа 1981 года из-за нехватки времени. Эта серия была издана на двух аудиокассетах в следующем году. В 1999 году вышла аудиокнига произведения, прочитанная актёром Дереком Джейкоби. «Фермер Джайлс из Хэма» вошёл в изданную на русском языке аудиокнигу «Волшебные сказки» (2005).